# Creampie

Creampie anal

Creampie és una veu anglesa que fa referència a la pràctica sexual consistent en expulsar a l'exterior l'esperma prèviament allotjada dins la vagina o l'anus.
Es tracta d'un recurs cada cop més utilitzat en el cinema pornogràfic extrem com a alternativa a la clàssica visualització de l'ejaculació externa per l'espectador. En aquests casos el moment de l'ejaculació no pot ser gravat per la càmera, ja que es produeix a l'interior de la vagina o anus, però en canvi l'espectador pot posteriorment veure com l'esperma és expulsada lentament a l'exterior a través de contraccions dels músculs vaginals o de l'esfínter anal. Per a l'enregistrament d'aquestes pràctiques es fa servir generalment el zoom, ja que les imatges finals són enfocades en primerísim primer pla.
Una pràctica associada al creampie és el felching, que es produeix quan l'esperma evacuada és llepada o ingerida per un altre subjecte.